# Italdesign Zerouno
Der Italdesign Zerouno ist ein Supersportwagen des zum Volkswagen-Konzerns gehörenden italienischen Designstudios Italdesign Giugiaro.

## Geschichte
Der Zerouno wurde auf dem 87. Genfer Auto-Salon im März 2017 vorgestellt. Gefertigt wird der auf fünf Exemplare limitiere Sportwagen in Handarbeit in Turin.
Auf dem 88. Genfer Auto-Salon im März 2018 präsentierte Italdesign die Roadster-Variante Duerta des Zerouno. Auch sie ist auf fünf Einheiten limitiert und wird in Handarbeit in Turin gebaut.

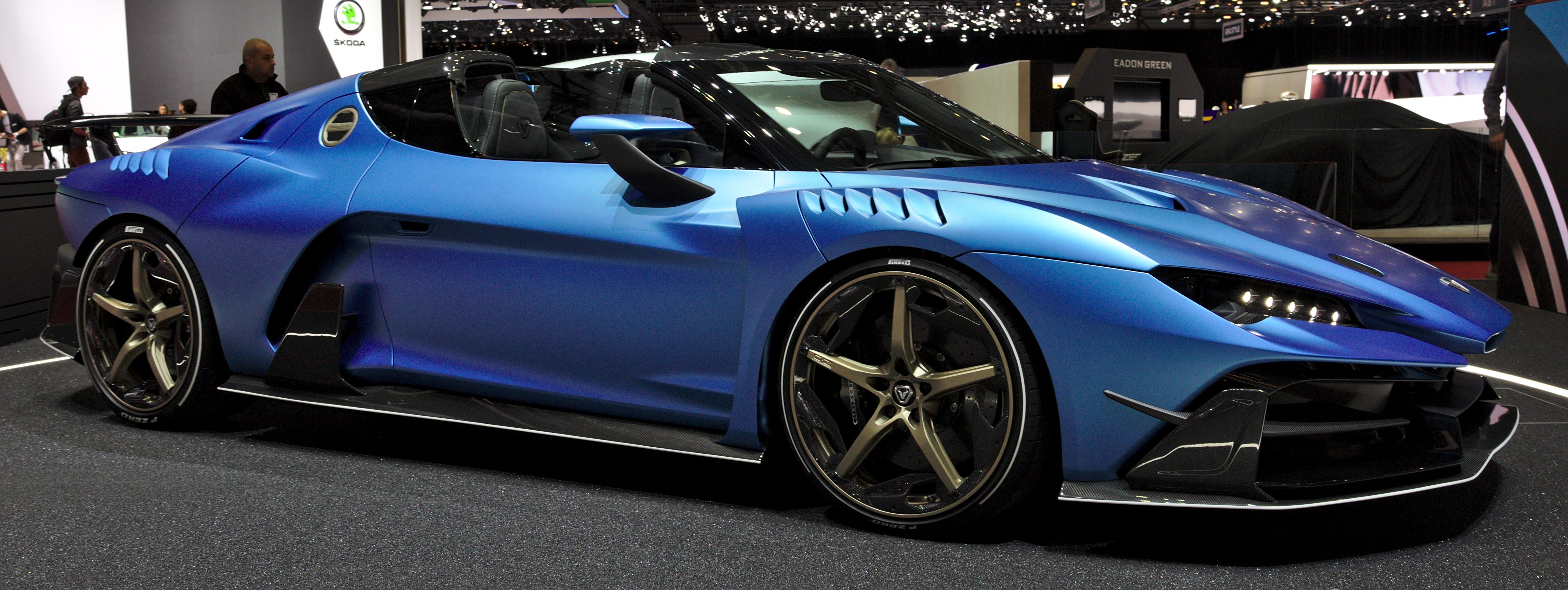
Italdesign Zerouno Duerta auf dem Genfer Auto-Salon 2018
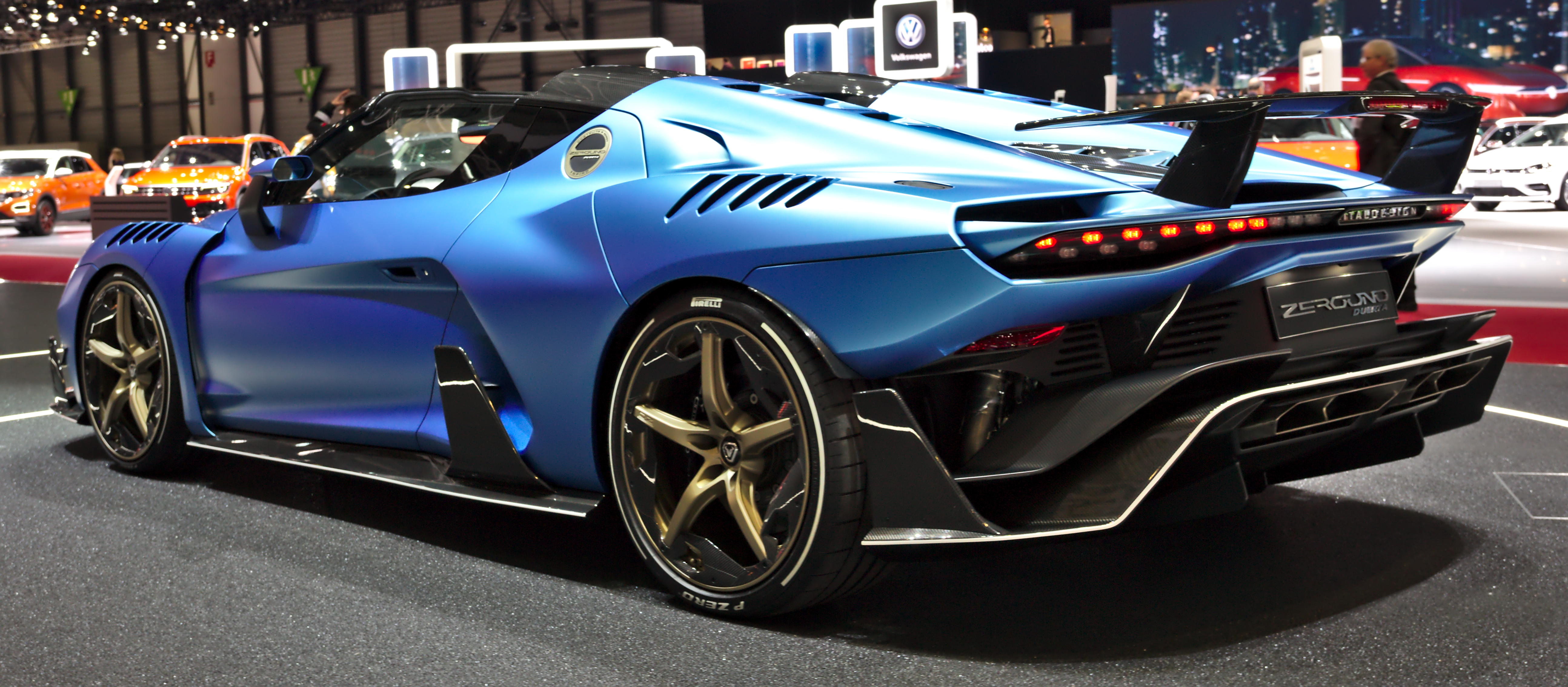
Heckansicht
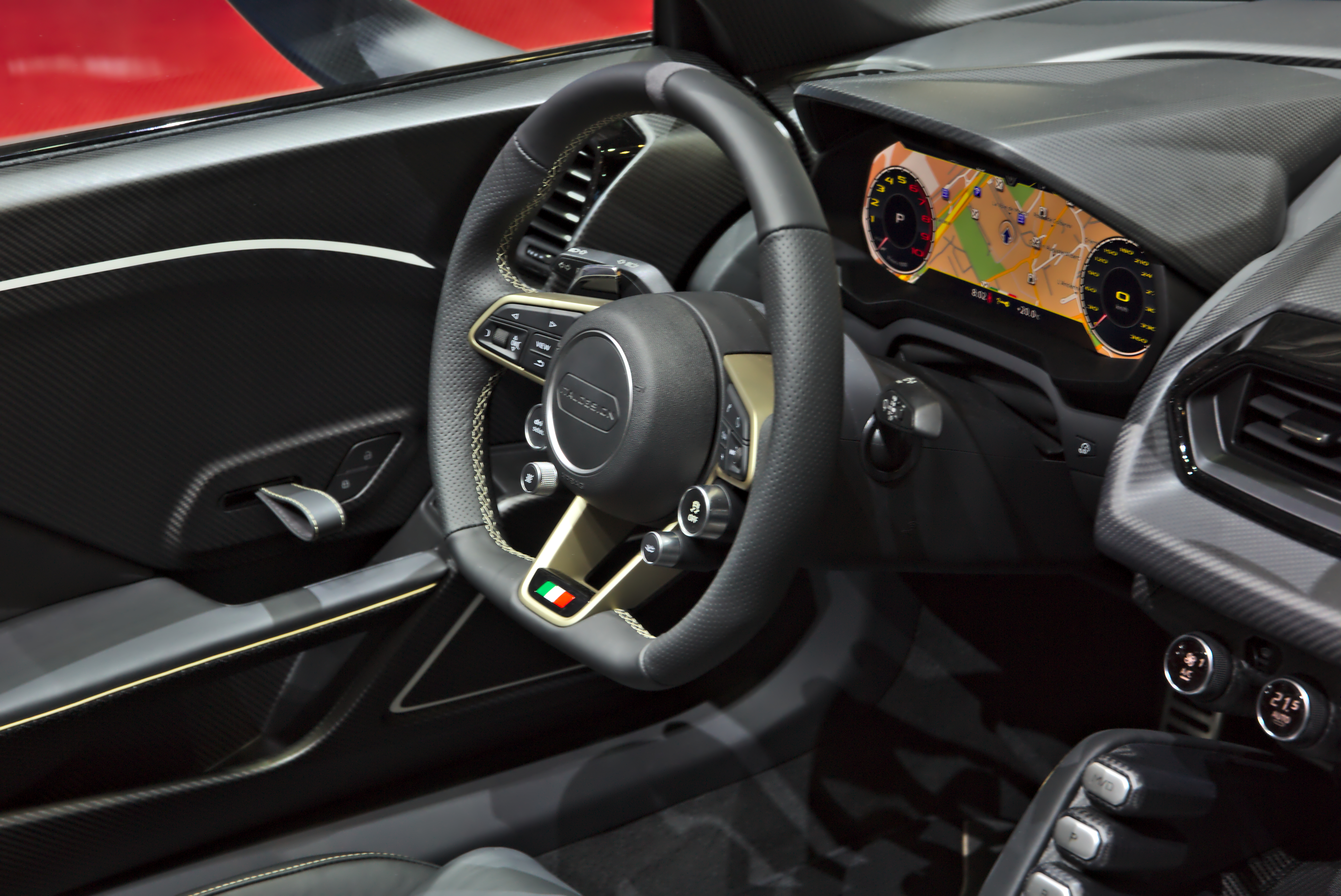
Innenraum

## Technische Daten
Das Fahrzeug basiert auf der gleichen Plattform wie der Lamborghini Huracán und der Audi R8 4S und übernimmt aus diesen auch den 449 kW (610 PS) starken 5,2-Liter-V10-Ottomotor. Auf 100 km/h beschleunigt der Sportwagen in 3,2 Sekunden, die Höchstgeschwindigkeit gibt Italdesign mit 330 km/h beim Coupé und 320 km/h beim Duerta an.
|                            | Italdesign Zerouno                         | Italdesign Zerouno Duerta                  |
| -------------------------- | ------------------------------------------ | ------------------------------------------ |
| Bauzeitraum                | 2017                                       | 2018                                       |
| Motorart                   | Ottomotor                                  | Ottomotor                                  |
| Motortyp                   | V-Bauart, Saugrohr- und Direkteinspritzung | V-Bauart, Saugrohr- und Direkteinspritzung |
| Motoraufladung             | —                                          | —                                          |
| Zylinder/Ventile           | 10/40                                      | 10/40                                      |
| Hubraum                    | 5204 cm³                                   | 5204 cm³                                   |
| max. Leistung bei min−1    | 449 kW (610 PS)/8250                       | 449 kW (610 PS)/8250                       |
| max. Drehmoment bei min−1  | 560 Nm/6500                                | 560 Nm/6500                                |
| Antriebsart, serienmäßig   | Allradantrieb                              | Allradantrieb                              |
| Getriebeart, serienmäßig   | 7-Gang-S-tronic                            | 7-Gang-S-tronic                            |
| Beschleunigung, 0–100 km/h | 3,2 s                                      | 3,2 s                                      |
| Höchstgeschwindigkeit      | 330 km/h                                   | 320 km/h                                   |